# Dolichopus gorodkovi
Dolichopus gorodkovi är en tvåvingeart som beskrevs av Negrobov 1973. Dolichopus gorodkovi ingår i släktet Dolichopus och familjen styltflugor. Inga underarter finns listade i Catalogue of Life.